# Gran Bacino

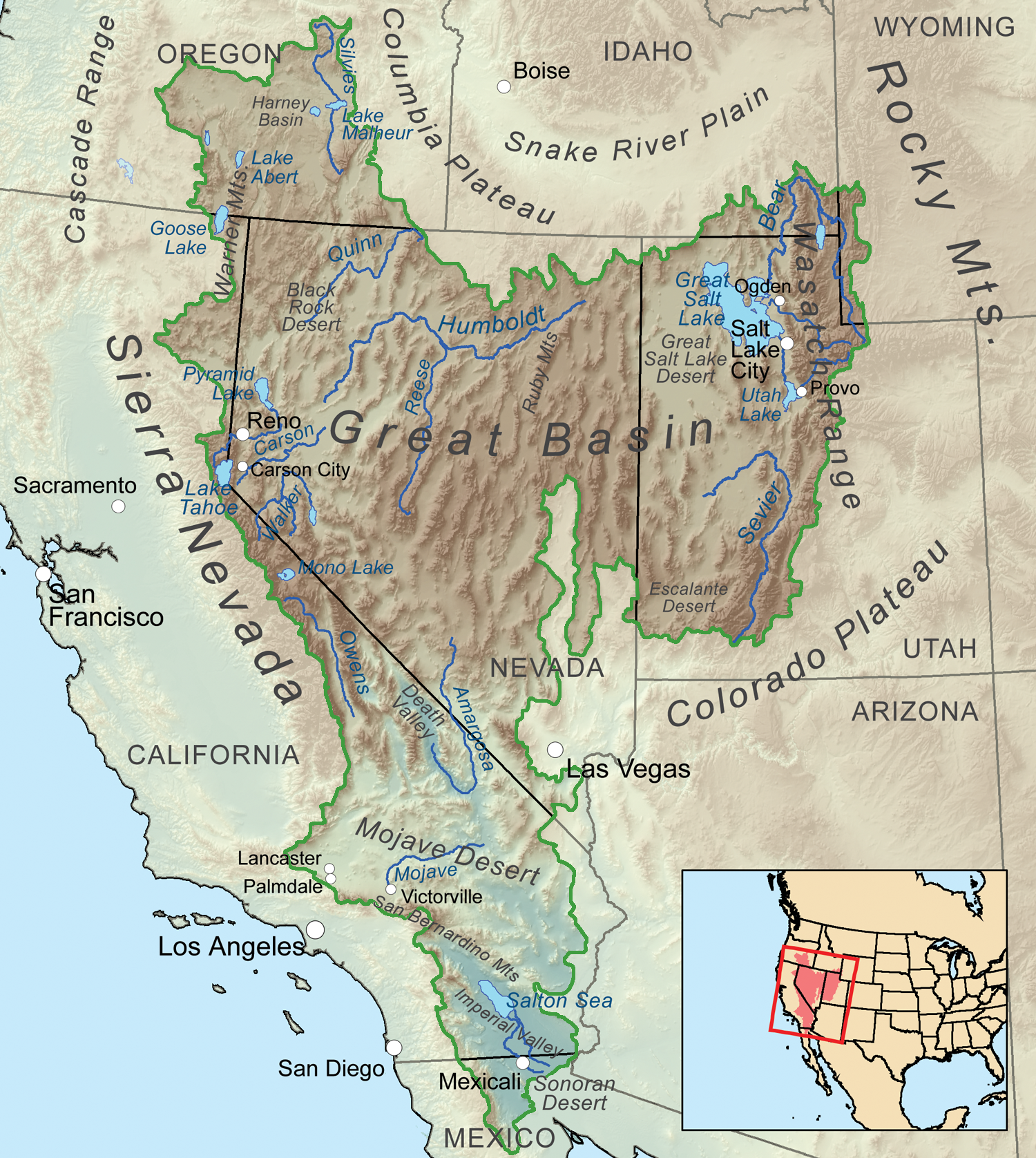
Cartina fisico-politica del Gran Bacino (Great Basin)

Il Gran Bacino (in inglese Great Basin) è un bacino idrografico endoreico negli Stati Uniti occidentali, delimitato a nord dall'altopiano del Columbia, ad ovest dalla Sierra Nevada e ad est dalla catena dei Monti Wasatch.

## Geografia

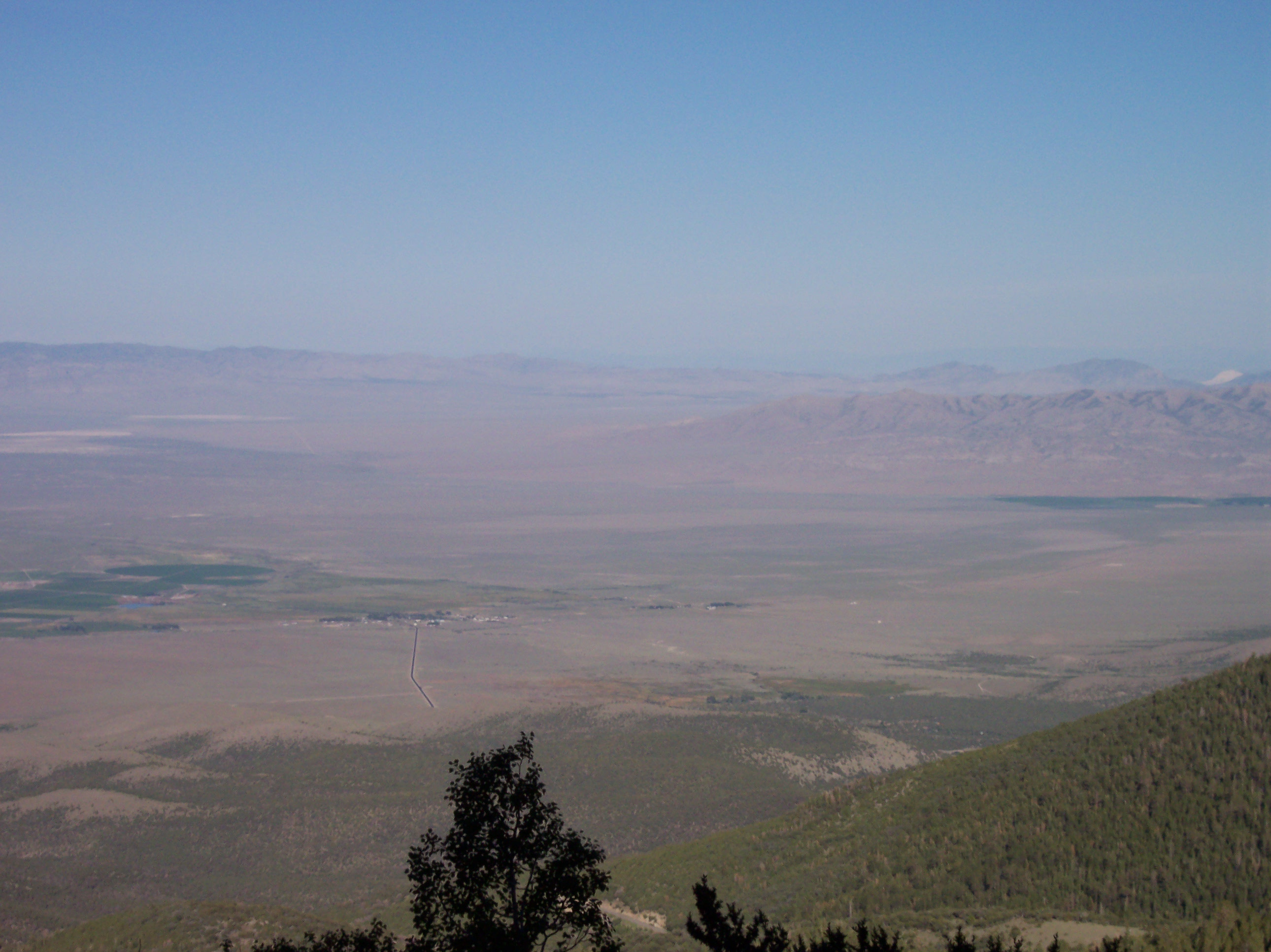
La zona desertica del Gran Bacino

È formato da una serie di catene montuose affiancate da depressioni di forma allungata disposte longitudinalmente. Vi sono inoltre zone pianeggianti, nelle quali sorgono rilievi montuosi isolati. Le catene montuose hanno un'altitudine che varia tra i 2000 e i 3000 metri.
La regione si estende per 520.000 km² occupando quasi interamente lo stato del Nevada e la parte occidentale dello Utah. Il clima desertico consente solo lo sviluppo di una vegetazione di piante erbacee e cespugli. Nella parte centrale del Gran Bacino una vasta depressione costituisce il fondo di un antico lago preistorico, il Bonneville, di cui il Gran Lago Salato e i laghi Sevier e Utah sono le ultime tracce.
Le scarse acque che si raccolgono nella regione non defluiscono verso il mare. Nella parte settentrionale scorre uno dei fiumi principali, l'Humboldt, le cui acque, dopo un percorso di 480 km, si disperdono quasi interamente per evaporazione nell'omonima depressione.